# Понтассьеве
Понтассьеве (итал. Pontassieve) — коммуна в Италии, располагается в регионе Тоскана, в провинции Флоренция. 
Население составляет 20 622 человека (2008 г.), плотность населения составляет 182 чел./км². Занимает площадь 114 км². Почтовый индекс — 50065, 50060, 50069. Телефонный код — 055. Через перевал Муральоне соединяется дорогой, открытой во второй половине XVIII века с коммуной Форли в области Эмилия-Романья.  
Покровителем коммуны почитается Архангел Михаил, празднование 29 сентября.

## Демография
Динамика населения:

## Администрация коммуны
- Официальный сайт: http://www.comune.pontassieve.fi.it/